# Albino Garzetti
Albino Garzetti (Bormio, 5 luglio 1914 – Bormio, 8 luglio 1998) è stato uno storico italiano, studioso di storia romana di fama internazionale.

## Biografia
Laureato in Lettere all'Università degli Studi di Pavia, fu professore di liceo e, dopo la seconda guerra mondiale, dapprima libero docente e, infine, incaricato all'Università Cattolica del Sacro Cuore di Milano, dove vinse, nel 1955, il concorso per la cattedra di Storia romana. Nel 1970 passò all'Università degli Studi di Genova. Fu membro dell'Istituto lombardo di scienze e lettere e di altre accademie.
Tra le sue opere principali vi è L'impero da Tiberio agli Antonini, definita da Colin M. Wells, «opera inestimabile per note e bibliografia»

## Opere
- Introduzione alla storia romana. Con un'appendice di esercitazioni epigrafiche, Cisalpino,
- L'impero da Tiberio agli Antonini, Bologna, Cappelli, 1960.
  - Traduzione inglese: From Tiberius to the Antonines: A History of the Roman Empire from AD 12-192, Methuen & Co. Ltd., Londra, 1976 ISBN 0-416-70480-8.
- L'età romana, con Aurelio Bernardi, Novara, Ist. Geogr. De Agostini, 1966.
- Scritti di storia repubblicana e augustea, Roma, Edizioni di Storia e Letteratura, 1996, ISBN 978-88-849-8916-1.